# 踊る大捜査線 THE LAST TV サラリーマン刑事と最後の難事件
『踊る大捜査線 THE LAST TV サラリーマン刑事と最後の難事件』（おどるだいそうさせん ザ・ラスト・ティービー サラリーマンけいじとさいごのなんじけん）は、2012年9月1日にフジテレビで放送された踊る大捜査線シリーズのスペシャルドラマである。劇場版『踊る大捜査線 THE FINAL 新たなる希望』の公開と連動して製作、放映された。ハイビジョン制作。
これまでのスペシャルと違い、今作のみ映画同様のシネマカメラでの製作となっている。
レギュラーメンバーが登場するドラマとしては、1998年10月6日放送の『秋の犯罪撲滅スペシャル』以来14年ぶり。物語の時系列では『踊る大捜査線 THE FINAL 新たなる希望』の1か月前となっている。

## ストーリー
2012年11月、中国人刑事・王が草野京子という女性と結婚するため、湾岸署総出で王の結婚式を執り行うことになった。王が中国警察から研修に来ていたこともあり、王の結婚式には警察庁上層部や中国側の高官らも出席する外交的意味合いも含まれていた。青島が幹事として結婚式の準備を取り仕切る中、湾岸署で本庁捜査一課を名乗る男による窃盗事件が発生したり、そして室井とすみれの間でお見合いが開かれる話が持ち上がったりしていた。
そんな中、車内で硫化水素で死亡した男の遺体が発見された。魚住らは自殺で処理しようとするが、現在準備中の国際犯罪指定捜査室室長を伴って湾岸署にやってきた鳥飼は殺人の可能性があるといい、その容疑者としてインターポールで指名手配されている女詐欺師の存在が浮上していた。やがて青島とその女詐欺師が一度だけ面識があったことが判明、似顔絵が作成されたが、そこに描かれた女性こそ王の婚約者「草野京子」だった。
鳥飼と事態を収拾しに湾岸署に来た室井は、結婚式を中止するように言うが、青島達は女詐欺師を確保するため、結婚式を餌に誘き出す作戦を決行する。

## キャスト
- 青島俊作（湾岸署刑事課強行犯係係長・警部補）- 織田裕二
- 恩田すみれ（湾岸署刑事課盗犯係主任・巡査部長）- 深津絵里
- 真下正義（湾岸署署長・警視）- ユースケ・サンタマリア
- 和久伸次郎（湾岸署刑事課強行犯係・巡査部長）- 伊藤淳史
- 篠原夏美（湾岸署刑事課強行犯係・巡査部長）- 内田有紀
- 緒方薫（湾岸署刑事課強行犯係主任・巡査部長）- 甲本雅裕
- 栗山孝治（湾岸署刑事課強行犯係・巡査）- 川野直輝
- 王明才（湾岸署刑事課強行犯係・研修生）- 滝藤賢一
- 森下孝治（湾岸署刑事課盗犯係・巡査部長）- 遠山俊也
- 中西修（湾岸署刑事課盗犯係係長・警部補）- 小林すすむ
- 魚住二郎（湾岸署刑事課課長・警部）- 佐戸井けん太
- スリーアミーゴス
  - 袴田健吾（湾岸署副署長・警部）- 小野武彦
  - 秋山晴海（元湾岸署副署長・警視→湾岸署指導員）- 斉藤暁
  - 神田総一朗（元湾岸署署長・警視正→湾岸署指導員）- 北村総一朗
- 清水咲子（警察庁組織犯罪対策部国際犯罪指定捜査準備室・警部） - 石橋けい
- 平川逸郎（警察庁組織犯罪対策部国際犯罪指定捜査準備室・警部） - 村上新悟
- 辺見英人（警察庁組織犯罪対策部国際犯罪指定捜査準備室・警部） - 日野誠二
- 林田毅（警察庁組織犯罪対策部国際犯罪指定捜査準備室・警部） - 佐伯新
- 永峰公平（警察庁組織犯罪対策部国際犯罪指定捜査室・警部） - 竹井亮介
- 橋本洋二（警察庁刑事企画課課長・警視長） - 信太昌之
- 野添久美子（婦警） - 小橋めぐみ
- 婦警 - 川田希、広澤草、川隅奈保子、荻野友里、鄭亜美、東加奈子、平田薫、小松彩夏、神農幸、柊瑠美、山本真由美、小泉麻耶、川村紗也、谷麻紗美、水野綾子、一双麻希、丸山陽子、葉加瀬マイ、新生かな子、渡部彩、吉田エマ、茨木菜緒
- 窃盗犯 - 平賀雅臣
- V-CUBEエンジニア - 岩井秀人
- 池神静夫（警察庁長官） - 津嘉山正種
- 大森裕幸（警察庁組織犯罪対策部国際犯罪指定捜査準備室室長・警視正） - 大高洋夫
- 福田徹（警察庁長官官房長・警視監） - 山路和弘
- 安住武史（警察庁次長・警視監） - 大和田伸也
- シン・スヒョン（国際指名手配犯） - イ・ヘイン（ko）
- 猿渡亮二（警視庁備品連続窃盗犯）- 名高達男
- 鳥飼誠一（警視庁刑事部捜査第一課強行犯捜査担当管理官・警視） - 小栗旬
- 室井慎次（警察庁長官官房審議官（刑事局担当）・警視監）- 柳葉敏郎

## スタッフ
- プロデュース - 亀山千広
- 協力プロデューサー - 石原隆、高井一郎、臼井裕詞、金井卓也
- プロデューサー - 立松嗣章、上原寿一、安藤親広、村上公一
- 脚本 - 君塚良一
- 演出 - 本広克行
- シリーズ音楽 - 松本晃彦
- 音楽 - 菅野祐悟
- 主題歌 -「Love Somebody」織田裕二withマキシ・プリースト
- 劇中使用曲 - 「Everyday、カチューシャ」AKB48
- 制作協力 - ROBOT
- 制作著作 - フジテレビジョン

## 再放送
- 地上波放送・関東地区のみ記載。
- 視聴率はビデオリサーチ調べ。関東地区でのデータ。

| 回数 | 放送局     | 放送枠   | 放送日         | 放送時間    | 放送分数 | 平均世帯 視聴率 | 備考 |
| ---- | ---------- | -------- | -------------- | ----------- | -------- | --------------- | --- |
| 1    | フジテレビ | （なし） | 2024年11月10日 | 19:00-21:00 | 120分    | 8.5%            | 「「踊るプロジェクト」の最新映画2部作「室井慎次 敗れざる者」（10月11日公開）、「室井慎次 生き続ける者」（11月15日公開）の公開記念」と題してプロデューサーカット版で放送 |
| 2    | BSフジ     | （なし） | 2024年11月16日 | 19:00-21:00 | 120分    |                 | 「「踊るプロジェクト」の最新映画2部作「室井慎次 敗れざる者」（10月11日公開）、「室井慎次 生き続ける者」（11月15日公開）の公開記念」と題して完全ノーカットで放送         |

## Blu-ray / DVD
2013年4月3日発売。発売元はフジテレビジョン、販売元はポニーキャニオン。
- 踊る大捜査線 THE LAST TV サラリーマン刑事と最後の難事件（1枚組）
  - 映像特典：プレミアムトーク「織田裕二×柳葉敏郎、織田裕二×深津絵里、織田裕二×ユースケ・サンタマリア」、笠井アナ撮影現場リポート、予告編集、音声特典：オーディオコメンタリー、初回限定特典：特製アウターケース